# Aalst (Zaltbommel)
Pour les articles homonymes, voir Aalst.
Aalst est un village néerlandais de la commune de Zaltbommel, situé dans la province du Gueldre.

## Géographie
Aalst est situé à l'ouest de Zaltbommel, sur la rive droite de l'Afgedamde Maas, dans la partie occidentale du Bommelerwaard.

## Histoire
Aalst a été une commune indépendante jusqu'en 1818, puis le village a appartenu à la commune de Poederoijen jusqu'au 1er janvier 1955, date du rattachement de celle-ci à la commune de Brakel. Depuis le 1er janvier 1999, le village appartient à la commune de Zaltbommel.
En 1840, le village comptait 76 maisons et 481 habitants.

## Référence
1. ↑  Alphabetisch register van alle bewoonde oorden des Rijks, Departement van Oorlog, Éd. Erven Doorman, 's-Gravenhage, 1850